# Jerzy Witkowski
Jerzy Witkowski (* 4. Januar 1938 in Krasnopol, Zweite Polnische Republik; † 14. Juli 1999 in Warschau, Polen) war ein polnischer Pianist.
Witkowski galt als talentierter Solist und Kammermusiker mit besonderer musikalischer Disziplin. Besonders erfolgreich war er als Interpret zeitgenössischer Musik. So spielte er die Uraufführung von Witold Lutosławskis Variationen über ein Thema von Paganini zur größten Zufriedenheit des Komponisten. Er und Jerzy Maksymiuk waren 1966 die Solisten bei der Uraufführung von Grażyna Bacewicz’ Konzert für zwei Klaviere.

## Quelle
- Polskie Radio, 4. Januar 2018: 80. urodziny Jerzego Witkowskiego

| Personendaten    | Personendaten                        |
| ---------------- | ------------------------------------ |
| NAME             | Witkowski, Jerzy                     |
| KURZBESCHREIBUNG | polnischer Pianist                   |
| GEBURTSDATUM     | 4. Januar 1938                       |
| GEBURTSORT       | Krasnopol, Zweite Polnische Republik |
| STERBEDATUM      | 14. Juli 1999                        |
| STERBEORT        | Warschau, Polen                      |